# Ética de los negocios
La ética de los negocios (a veces denominada ética corporativa o ética empresarial)  es un tipo de ética aplicada o ética profesional que analiza los principios éticos y morales que se aplican en el mundo de los negocios. Comprende todos los aspectos de la conducta de los negocios y es relevante en cuanto a las conductas individuales de las personas como la de las organizaciones en su conjunto. Las organizaciones forman parte del tejido social en el que se desenvuelven, por lo que su comportamiento en el marco de su relación con la sociedad es de gran importancia y conviene analizarlo. 
El ámbito de la ética de los negocios posee dimensiones normativas y descriptivas. Como una especialidad corporativa y un área de especialización, el campo es principalmente normativo. Los estudiosos que intentan comprender y analizar el comportamiento de los negocios emplean métodos descriptivos. El rango y número de temas éticos del mundo de los negocios refleja la interacción de comportamientos enfocados a maximizar la ganancia con preocupaciones no-económicas.
El interés en la ética de los negocios creció mucho durante las décadas de 1980 y 1990, tanto dentro de las corporaciones como en el ámbito académico. Por ejemplo, a principios del siglo XXI la mayoría de las grandes corporaciones promueven su compromiso con valores no-económicos bajo elementos tales como códigos éticos y compromisos de responsabilidad social.
Adam Smith expresó, "Rara vez las personas del mismo rubro de negocios se juntan, aun para festejos o diversión, pero cuando lo hacen la conversación concluye en una conspiración contra el público, o en algún acuerdo para aumentar los precios." Los gobiernos utilizan leyes y regulaciones para identificar comportamientos de negocios que ellos consideran son directivas beneficiosas. En forma implícita la ética regula áreas y detalles del comportamiento que se encuentran fuera del alcance del control gubernamental. El surgimiento de grandes empresas o corporaciones con relaciones limitadas y poca sensibilidad con las comunidades en las cuales operan, ha acelerado el desarrollo de regímenes éticos formales.

## Historia
Las normas éticas de negocio reflejan las normas de cada período histórico. A medida que pasa el tiempo, las normas evolucionan, provocando que comportamientos que antes eran aceptables pasen a ser cuestionados, cuando no rechazados. La ética empresarial y el comportamiento resultante de las empresas evolucionan también de forma paralela. Por ejemplo, las empresas han estado históricamente involucradas en la esclavitud el colonialismo., y la guerra fría. 
El término "ética empresarial" entró en uso común en los Estados Unidos a principios de 1970. A mediados de la década de 1980, al menos 500 cursos de ética en los negocios llegaron a 40.000 estudiantes, el uso de una veintena de libros de texto y al menos diez libros de casos apoyados por asociaciones profesionales, centros y revistas de la ética empresarial. La Sociedad para la Ética en los Negocios fue fundada en 1980. Las escuelas de negocios europeas adoptaron la ética empresarial a partir de 1987 comienza con la European Business Ethics Network (EBEN). En 1982, los primeros libros de un solo autor en el campo apareció.
Empresas comenzaron destacando su superioridad ética a finales de 1980 y principios de 1990, posiblemente en un intento de distanciarse de los escándalos empresariales de entonces, como la crisis de ahorros y préstamos. El concepto de ética empresarial llamó la atención de académicos, medios de comunicación y las empresas de negocios para el final de la Guerra Fría. Sin embargo, se atacó cualquier crítica a las prácticas comerciales por infringir la libertad empresarial y los críticos fueron acusados de apoyar a los comunistas. Esto desbarató el discurso de la ética en los negocios, tanto en los medios de comunicación como en el mundo académico.

## Introducción
El concepto de ética empresarial surgió a principios de la década de los 70 en Estados Unidos. La ética empresarial se encuentra relacionada con la filosofía de los negocios, uno de cuyos objetivos es determinar los propósitos fundamentales de una empresa. Si el objetivo de una empresa es maximizar el rendimiento económico a sus accionistas, entonces sacrificar ganancias para otros fines viola sus responsabilidades fiduciarias. En Estados Unidos y en muchas naciones las entidades empresariales son consideradas como personas desde un punto de vista legal. Las 'empresas como personas' gozan legalmente de los derechos y obligaciones que poseen los ciudadanos como personas.
El economista Milton Friedman indica que la "responsabilidad [de los ejecutivos de las empresas]... por lo general será producir tanta ganancia como sea posible observando las reglas básicas de la sociedad, tanto las que están contenidas en las leyes como aquellas en las costumbres éticas". Friedman también expresó que, "las únicas entidades que pueden tener responsabilidades son los individuos ... Una empresa no puede tener responsabilidades. Por lo tanto la pregunta es: Es que los ejecutivos empresariales, siempre y cuando cumplan con las leyes, tienen otras responsabilidades por las actividades empresariales además de maximizar la ganancia para sus accionistas? Y mi respuesta es que, no, ellos no la tienen." Un relevamiento realizado en el año 2011 en diversos países, encontró que los niveles de aceptación para dicho punto de vista eran del 30% al 80% entre el "público informado". Ronald Duska considera que la posición de Friedman es consecuencialista en vez de pragmática, queriendo significar que la libertad empresarial ilimitada es la que brinda mayores beneficios en el largo plazo. De manera similar el consultor de negocios Peter Drucker indicó, "No existe una ética propia de los negocios ni hace falta tal cosa", en el sentido que la ética de las personas es apropiada para cubrir las situaciones que se les presentan a las empresas. Sin embargo, Peter Drucker en otro escrito indica que la responsabilidad última de los directores de una empresa es no producir daño—primum non nocere.
Otro punto de vista sobre las empresas sostiene que las mismas deben tener responsabilidad social empresaria (RSE): una expresión englobadora que pretende indicar que una empresa ética debe actuar como un ciudadano responsable de las comunidades en las cuales opera aún a costa de sus ganancias u otros objetivos. En Estados Unidos y muchas otras naciones las entidades empresarias son tratadas como personas desde ciertos puntos de vista legales. Por ejemplo, pueden ser titulares de propiedades, pueden iniciar acciones legales y ser objeto de presentaciones contra ellas, además de pagar impuestos, aunque sus derechos de libre expresión son limitados. Esto puede ser interpretado en el sentido que poseen responsabilidades éticas independientes. Duska sostiene que los accionistas tienen el derecho de aspirar a que las empresas operen de manera ética; si las empresas no tienen obligaciones éticas, otras instituciones pueden realizar las mismas afirmaciones lo cual podría ser contraproducente para la empresa.
Entre los temas de índole ético que se analizan se encuentran los derechos y obligaciones entre una empresa y sus empleados, proveedores, clientes y vecinos, su responsabilidad fiduciaria hacia sus accionistas. Aspectos vinculados a las relaciones entre empresas incluyen compra hostil y espionaje industrial. Otros temas relacionados son gobierno societario o empresarial; emprendedor social empresario; contribuciones políticas; temas legales tales como debate ético sobre crear la figura de crimen por asesinato corporativo; y el marketing de las políticas éticas de la empresa.
Según resultados de investigaciones realizadas por IBE/ Ipsos MORI publicados a finales del 2012, las tres áreas de mayor interés del público en lo que respecta a ética empresarial en Gran Bretaña son paga de los ejecutivos, maniobras de las empresas para evitar pagar impuestos y corrupción y cohecho.
En la actualidad, la ética de los negocios se ha abordado principalmente desde la filosofía kantiana (con Norman Bowie y Gabriel Carvajal) y desde el utilitarismo (con Snoeyenbos & Humber).
También el concepto de ética organizacional es relevante desde el punto de vista de los negocios. La ética organizacional se define como una ética aplicada a una circunstancia particular –la organización–, con sus aspectos específicos. Es una disciplina científica que «investiga el impacto que individuos, grupos y estructuras tienen en la conducta dentro de las organizaciones, con la finalidad de aplicar estos conocimientos a la mejora de la eficacia de tales organizaciones»

## Ejemplo de una visión ética en un caso práctico de discriminación
En los Estados Unidos existe un principio fundamental en la que este se fundó: “Sostenemos que estas verdades son evidentes por sí mismas: que todos los hombres fueron creados iguales y fueron proveídos por su creador con ciertos derechos inalienables”. En la realidad sabemos que existen grandes discrepancias en las que Estados Unidos no cumple con este principio, dado que tenemos a muchas mujeres y minorías que son víctimas de las desigualdades de oferta laboral, según las estadísticas de los ingresos corporativos.
Lo anteriormente mencionado se concluye en lo siguiente: 
1. argumentos utilitarios, que afirman que la discriminación lleva a un uso ineficiente de los recursos humanos;
2. argumentos de derechos, que aseguran que la discriminación viola los derechos humanos básicos, y
3. argumentos de justicia, que dicen que la discriminación da como resultado una distribución injusta de los beneficios y las responsabilidades de la sociedad.

El argumento utilitario estándar contra la discriminación racial y sexual se basa en la idea de que la productividad de una sociedad se optimiza en el grado en que los trabajos se otorguen con base en la competencia (o mérito). 
Los argumentos no utilitarios contra la discriminación racial y sexual toman el enfoque de que ésta es incorrecta porque viola los derechos morales básicos de una persona.
Un segundo grupo de argumentos no utilitarios contra la discriminación la ve como una violación a los principios de justicia; “las desigualdades sociales y económicas deben organizarse de manera que estén adjuntas a oficios y puestos dispuestos para todos en las condiciones de igual oportunidad”, según John Rawls. Es así como llegamos al concepto “principio de igualdad”, que hace referencia a los individuos que son iguales en todos los aspectos relevantes para el tipo de tratamiento en cuestión deben ser tratados igual, incluso cuando sean disímiles en otros aspectos no relevantes.
En consecuencia a la constante práctica de la discriminación la ley ha ido cambiando poco a poco para dar respuesta a estos requerimientos morales, aunado a esto existe un reconocimiento cada vez mayor de las diferentes formas de discriminación en el trabajo:
- Prácticas de reclutamiento: Las empresas que se apoyan en sugerencias verbales de los empleados actuales para reclutar trabajadores tienden a contratar personas pertenecientes sólo a esos grupos raciales o sexuales, ya representados en su fuerza de trabajo.
- Prácticas de revisión: Las calificaciones para el trabajo son discriminatorias cuando no son relevantes para la tarea a realizar.
- Prácticas de promoción: la promoción, el avance en el trabajo y las prácticas de transferencia son discriminatorias cuando los empleadores colocan a personas no cualificadas para ejercer una labor y son promovidas con base a su religión, etnia, clase social, género, orientación sexual, etc. Esto independiente de su trayectoria laboral.
- Condiciones de empleo: los sueldos y los salarios son discriminatorios a medida que los salarios iguales no se dan a las personas que hacen, en esencia, el mismo trabajo.
- Despidos: despedir a un empleado con base en la raza o el sexo es una forma clara de discriminación. Las políticas de despido que se basan en un sistema de antigüedad, en donde las mujeres y las minorías tienen la menor antigüedad es también una manera de discriminar.

Por otro lado, encontramos en esta primera parte que llamamos “visión ética”, es importante abordar el tema del acoso sexual, ya que es el tema central de discriminación planteado en nuestro caso práctico.
Se entiende por acoso sexual, en determinadas condiciones, los acercamientos sexuales no bienvenidos, las peticiones de favores sexuales y otros tipos de contacto verbal o físico de naturaleza sexual. 
Este tipo de coacción degradante ejercida sobre los empleados que son vulnerables e indefensos provoca grandes daños psicológicos en el empleado, viola sus derechos más básicos a la libertad y a la dignidad, y es un mal uso extremadamente injusto de la desigualdad de poder que un empleado ejerce sobre otro. Es una cruda violación de los estándares morales del utilitarismo, los derechos, la justicia y el cuidado.
Para rectificar los efectos de la discriminación pasada, muchos empleados han instituido programas diseñados para lograr una distribución más representativa de las minorías y las mujeres dentro de la empresa. Para ello se ha establecido el concepto de discriminación positiva (en inglés: affirmative action).
Los argumentos que defienden la discriminación positiva como forma de compensación se basan en el concepto de justicia compensatoria, esto implica que las personas tienen una obligación de compensar a quienes intencional e injustamente se ha lesionado. 
El argumento de compensación para la discriminación positiva asegura que la discriminación positiva compensa a los grupos por la discriminación del pasado, no obstante, se crítica como injusta porque quienes se benefician no son los que fueron dañados y quienes pagan no son quienes cometieron la lesión.
El argumento utilitario para la discriminación positiva asegura que la discriminación positiva reduce la necesidad y con ello aumenta la utilidad. Se crítica diciendo que los costos sobrepasan los beneficios y que otras maneras de reducir la necesidad producirán una utilidad mayor.
El argumento de justicia igualitaria para la discriminación positiva asevera que la discriminación positiva asegurará una oportunidad igual. Asegurará también, que la discriminación positiva es un medio moralmente legítimo.